# Chuck Schumer
Chuck Schumer, właśc. Charles Ellis Schumer (ur. 23 listopada 1950 w Brooklynie) – amerykański polityk, od 1999 Senator Stanów Zjednoczonych z Nowego Jorku.

## Działalność polityczna
Od 3 stycznia 1981 do 3 stycznia 1999 członek Izby Reprezentantów, następnie senator ze stanu Nowy Jork (wybrany w 1998 i ponownie w 2004, 2010, 2016 i 2022), członek Partii Demokratycznej. W latach 2017–2021 był liderem mniejszości w Senacie. Od 20 stycznia 2021 pełni funkcję lidera większości w izby wyższej Kongresu Stanów Zjednoczonych.

## Odznaczenia
- Order „Za zasługi” I klasy (Ukraina, 2024)[2]